# Абажур
Абажурът (от френски: abat-jour, буквално „приглушаване на светлината“) е устройство, което покрива лампата, за да намали ярката светлина и да предпази очите. Използва се и за лампи, които са фиксирани (на таван, стена), както и за подвижни такива (нощни, за бюро). Основното предназначение на абажура е да предпазва очите от пряката светлина на лампата, като я разсейва. Той има също така декоративна и естетическа стойност и е част от дизайна на интериора. За направата му може да се използва стъкло, пластмаса, метал, тъкан, хартия, комбинация от изброените, както и различни други материали. Формата също е различна. Съществуват абажури с конична, сферична, цилиндрична и много други форми.

## История
Приспособлението за съсредоточаване на светлината се нарича абажур от втората половина на 19 век, но историята му е по-стара.
В края на 17 век се появяват първите улични фенери на централните улици в Париж. Първите публични маслени лампи в Милано, финансирани от доходите от лотарията, датират от 1785 г. Това са фенери с газови или маслени лампи вътре с няколко фитила. Единичен сферичен рефлектор над пламъка отразява светлината надолу, докато друг рефлектор леко вдлъбнат, служи да насочва светлината.
Фредрих Алберт Уинсор пръв има идеята да индустриализира осветлението като се произвежда газ във фабрика и се разпространява чрез газопровод. В първите десетилетия на 19 век няколко конкурентни газови компании поставят първото газово снабдяване в големите градове, но има страх от експлозии и интоксикации. Газът идващ от дюзата е силен, постоянен и подвижен.
Проблемите с използването на газ за осветление са прегряването на въздуха и високата консумация на кислород, което довежда до нуждата стаята, която се осветява да бъде или изолирана от пламъка или да има вентилация. Аудиенцията на театрални представления често се оплаква от главоболие. Светлината от газовите лампи трябва да бъде филтрирана и абажурите, вече се използвали не за насочване на светлината, а за разсейването и.
През 1879 г. Джозеф Суон и Томас Едисън, независимо един от друг, изобретяват лампата с нажежаема жичка. За намаляване на силната светлина започват да се използват абажури. Николас Фейпел прави абажури от цветно стъкло. Голямото предимство на електрическите лампи е липсата на пламък и вредни вещества, което премахва в голяма степен опасността от пожар, експлозия или интоксикация.